# DOLLS (漫画)
『DOLLS』（ドールズ）は、naked apeによる漫画作品。『月刊コミックZERO-SUM』（一迅社刊）に連載されていた。
近未来の日本らしき都市を舞台に、凶悪犯の追跡と死刑執行を担う特殊部隊「特刑」の活躍を描くスタイリッシュ・アクション。タイトルの『DOLLS』は、特刑がその任務ゆえ、感情のない「人形」と呼ばれることから。

## あらすじ
舞台は第三東都帝国。
荒廃し街のあちこちがスラムと化したこの都市では、国籍が入り乱れ凶悪犯罪が後を絶たない。
そこで10年前、裁判の迅速化と、仮釈放なしの終身刑導入によりパンク寸前になった刑務所の縮小化のため、「Rot法（ロトほう）」が制定された。被疑者欠席のままの裁判と死刑判決、および場所を問わない死刑執行を可能とする邪法である。Rot法による死刑執行を担う法務省の特別死刑執行刑務官部隊、通称「特刑」はその任務ゆえ、心を持たない「人形」と呼ばれていた。
特刑のトップ、第一部隊に所属する御子柴笑太と式部清寿。完全実力主義で上下の入れ代わりが激しい特刑において過去5年間メンバーチェンジがなく、任務遂行率100％の第一部隊は現在進行形の「伝説」と言われる。その「伝説の第一部隊」に養成所トップの新人、藤堂羽沙希が配属されたとき、全てが動きだした…
終焉に向かって。

## 世界設定

### Rot法
Rotは、"Rationalization of a trial"（裁判の合理化）の略。凶悪犯が逃亡中の場合、容疑者不在のまま裁判を行い、死刑判決を言い渡し、場所を問わず刑を執行することができる。裁判の迅速化と、パンク寸前になった刑務所の縮小化のため、10年前に制定された。これにより、容疑者は逃走中でも死刑判決が確定した時点で、便宜的に「死刑囚」と呼ばれることになる。
"Rot法"の主な執行機関として法務省に特別死刑執行刑務官部が置かれ、そのうち捜査権と刑執行権を持つ特別死刑執行刑務官部隊（通称「特刑」）が死刑囚の身柄確保と刑の執行にあたる。特刑は死刑囚だけでなく、刑執行を妨げるなどした人間への攻撃（殺害を含む）も認められているが、犯歴や裁判歴のない一般国民をみだりに殺すことはできない。
捜査中に死刑判決の出ていない共犯者などを拘束した場合、通常は警察に引き渡すが、特別の事情（特刑じたいが犯罪に巻き込まれるなど）があれば自ら取り調べることができる（この場合は警察と同じく刑事訴訟法に則るもよう）。
処刑による自殺願望から殺人を犯す"OPI"（OPposite Interpretation of Rot、Rot法の逆利用･逆解釈）に対しては、死刑から独房での終身刑に刑を移行する権限が特刑各部隊の隊長に与えられている。
"Rot法"の施行以来、凶悪犯罪の発生率は10年連続で減少しており、確実に治安維持に貢献しているが、容疑者に弁解の余地を与えず死刑とすることに、人権擁護団体などからの反感は根強い。同じ犯罪者を追う立場の警察でさえ、取り調べの機会がなく動機や余罪など事件の大半が闇の中となってしまうため、"Rot法"による死刑執行を「捜査妨害」と感じる向きが少なくないという。
ましてや犯罪者には非常に都合の悪い法律であり、特に反体制派（テロリスト）グループの中には「人形狩り」と称し、ことあるごとに"Rot法"の象徴たる特刑を襲う輩も存在する。

### 特刑
正式名称は特別死刑執行刑務官部隊。法務省に所属し、"Rot法"による死刑囚の身柄確保と刑の執行を担う刑務官からなる部隊。刑務官は凶悪犯を相手に任務を遂行するため高度な戦闘訓練を受け、殺傷能力の高い武器（通常は公式銃のコルトガバメントのほか、得意な武器1点まで）の携帯を許可されている。死刑執行の際は網膜や骨格による厳密な本人確認が義務付けられているが、刑の執行を妨げたり、自らの身体生命に危険を及ぼすなどの正当な理由があれば、死刑囚以外の人間の攻撃や殺害も認められている。ただし、それ以外で犯歴や裁判歴のない一般国民を殺せば規律違反として処分の対象になる。
一部隊3名、全47部隊が7つのセクターに分かれて任務を行っており、各部隊に振られた番号がそのまま隊と所属する刑務官個人の序列を示す。完全実力主義で、結果を出せば年齢も性別も関係なく上に行けるが、適格者がいなければ欠員が出ても補わない（このため上位部隊ほど欠員の補充が難しい傾向にある）。部隊番号やメンバーは年1回の選抜会や任務遂行率などによって常に入れ替わっているが、上位3部隊はここ数年、メンバーを含め不動を貫く。特に第一部隊は史上最長の5年間メンバーチェンジがなく、その間の任務遂行率は100％で、刑務官の間では在任中にもかかわらず「伝説の第一部隊」と呼ばれる。
各部隊には隊長がおかれ、隊の指揮や"OPI"の認定などの権限が与えられている。そして全隊員の中で最も実力のある者（すなわち第一部隊の隊長）が、特刑47部隊を束ねる総隊長として、他の隊長以上の特権を持つ。総隊長に次ぐ実力者は副隊長として補佐にあたる。このトップ2が、他の刑務官たちの精神的な拠り所となっている。
任務中は「ドクロに羽根」の記章が付いたトレンチコートのような制服と制帽、「特刑」と大きく染め抜かれた赤い腕章を着用し、かなり目立つ。部隊編成やある程度の任務内容（担当する死刑囚など）も公表されている一方、刑務官個人の情報は顔や名前を含めて一切伏せられている（任務のためか、刑務官の安全のためかは不明。ただし、死刑囚の被害者遺族などには顔を出して対応している模様）。刑務官は人目の多い場所ではマスクで顔の大部分を覆い隠し、警察手帳のような身分証も持たない。すなわち制服と、部隊番号を記した襟元のバッジが身分証代わり。バッジには発信機が付き、任務中の刑務官の所在を常に把握できるようになっている。
緊急の場合に備え、特刑刑務官の自宅にはカメラが設置され「目の部屋」と呼ばれる監視室が24時間体制で監視、ホットラインで連絡できるようになっている。身体が資本なので、喫煙は禁止。

### 法務省特別死刑執行刑務官部（特刑以外）
部長以下、諜報課、射撃管理課がおかれている。
諜報課
「頭と足を使うのが仕事」。逃走中の死刑囚の身辺調査と大まかな居場所の特定を行い、適当な特刑部隊に振り分けている。担当部隊が決まった後は特刑をフォローしながら、死刑囚の捜索や現場確保に務める。捜査権のみで刑執行権を持たず、死刑囚への接触は一切禁じられている。銃の使用も許可されていないが、身を守るためのモデルガンは携帯できる。死刑囚を目の前にしても撃つことができない「特刑の雑用係」としてとかく軽んじられているが、実は彼らの情報と判断の確度が任務の成否を大きく左右する。
大抵の死刑囚は警察も行方を追っているが、捜査協力は一切なし。むしろ一歩でも先んじるため、互いに自分たちの情報は隠しながら相手の動向をうかがう。ただし「殺すために人を捜す」ことに特化した諜報課の捜査能力は、「市民の安全を守るため事件を捜査する」警察よりはるかに高く、ほとんどの死刑囚は判決から数日以内に発見してしまう。
射撃管理課
特刑の射撃指導や銃の管理を行う。諜報課の使うモデルガンもここで管理している。
特刑養成所
特刑候補生が戦闘訓練などを受ける、全寮制の養成所。18-19歳で卒業し、成績に応じて各部隊に配属される。同じ年頃の候補生がまとまって授業や訓練を受けるが、卒業は必ずしも同時でないらしい。社会から隔離されており、電話や手紙のやり取りはできるが、外出するには一週間以上前に申請しなければいけない。制服は座学の時がブレザー、実技の時は「ドクロに羽根」の記章がついたキャップにフード付きのコートとカーゴパンツ。

## 主要キャラクター
キャストはドラマCD（下記）のもの。  

### 特別死刑執行刑務官部隊

#### 第一部隊
御子柴 笑太（みこしば しょうた）
声 - 鈴村健一
本作の主人公。第一部隊の隊長にして、特刑全47部隊を束ねる総隊長。養成所を首席で卒業後、当時2名の欠員がいた第一部隊に配属され、在任記録は史上最長の5年に及ぶ。その間任務遂行率は100％の「伝説の男」。総隊長特権で携帯する大口径のデザートイーグルの二丁拳銃を多用している。
特刑が「人形」と呼ばれることを極端に嫌い、隊員には常に法や規則にとらわれず、自らの心で考えて行動することを求める。そのため、配属後まもない羽沙希が感情をほとんど示さず、教科書通りの行動しかしないことに苛立ちを覚えていた。命令に従わず、好き勝手に捜査をすることに反感を抱く刑務官もいるが、それでも必ず結果を出す能力は認めざるを得ない。物事に動じない雰囲気を漂わせるが、実は感情の起伏が激しい。罪のない子どもを殺す犯罪者などには特に強い憤りを抱く。怒りや苛立ちを感じると射撃場に籠もって銃を撃ちまくり、任務の打ち合わせを放り出すことも。
4年前、当時の総隊長で同じ第一部隊の桜澤を自らの手で「処刑」した。桜澤が特刑や諜報課を含む同胞20人を殺したことが発覚したためだが、自分の「正義」が正しかったのか未だに悩み続けている。デザートイーグルは元々桜澤のもので、笑太の体格には合っていない。桜澤とは仲が良かったといわれ、「正義」の意味や特刑の存在理由に対する考え方など、現在の笑太の人格はかなりの部分で桜澤（および、彼を殺したこと）の影響を受けていると思われる。
諜報課とはなぜかウマが合わず、五十嵐や柏原と顔を合わせるたび小競り合いが起きる（ただし仕事の上では信頼を置いている）。
珠緒とは旧知の仲で、現在は同居しているが、自分の正体は明かしていない（下記「笑太と珠緒の関係」参照）。朝が弱く、珠緒がいなければ遅刻は確実に今よりも多かった。
髪は赤みの茶色で目にかかる長さ、目は青。口元にホクロがある。8月17日生まれの23歳183cmAB型。
式部 清寿（しきぶ せいじゅ）
声 - 宮野真守
第一部隊の隊員で、特刑副隊長。桜澤が死んで再び欠員2となった第一部隊に配属され、在任期間はおそらく4年。奔放な総隊長のよき理解者として陰に日向に笑太をフォローし、第一部隊の「伝説」の一翼を担う。端正な顔立ちに中性的で無機質な雰囲気を纏わせ、ある意味「人形」と呼ばれるにふさわしい容姿。凄惨な現場では思わず顔を背ける細やかな神経の持ち主だが、ひとたび戦闘となれば得物の特殊ワイヤーを容赦なくふるう。穏やかな物腰で笑顔を絶やさず、感情をむき出しにすることはあまりない。怒りを覚えると、逆に感情をなくしたかのような冷たい表情を浮かべる。
子供のころに精神的なショックで声が出なくなったことがあり、現在も睡眠薬を常用している。
ブルーブラックの髪は姫カット。後ろ髪は肩より少し長い程度だが、たまに気まぐれで、腰まで髪を伸ばす（エクステ）。目は紫。動物や子どもなど、小さくて可愛らしいもの（珠緒含む）が好き。趣味は美術館巡り。9月21日生まれの22歳。178cm、B型。
藤堂 羽沙希（とうどう うさき）
声 - 櫻井孝宏
第一部隊の新人。笑太と同様、養成所を首席で卒業後、すぐに第一部隊に配属された。得物は日本刀。そのためか、笑太は彼をかつての自分と重ねて見ているふしがある（そしておそらく今の自分を桜澤と重ねている）。今のところは個性的な先輩2人の陰に隠れて目立たない。
感情表現が乏しく、養成所時代は「機械」と呼ばれていた（本人は褒め言葉と思っていた）。第一部隊に配属後も「正義は法に」「任務に私情は挟まない」とマニュアル通りの言動で笑太を苛立たせていたが、任務を重ねるにつれ少しずつ変わっていく。感情がないのではなく、自分でも知らないうちに押し殺しているだけで、簡単に人の命を奪う犯罪者を目の前にすると怒りを爆発させる。怒りの源には自らの「大事なものを失った」経験があるらしく、犯罪者を「殺す」ことでその罪悪感を振り払おうと常に苦しんでいる。双子の弟、伊緒李（いおり）は何年も意識を取り戻していないが、その原因は不明。
実は天然で、喜怒哀楽が少ない理由の半分は単に鈍いから。空気が読めず誤解を招きやすい一方、周りに影響されないぶん、観察力やとっさの判断力に優れている。剣の腕は確かだが、小柄な体格のせいで力負けすることが多い。決まった時間に起き、決まった時間に眠るというとても規則正しい生活を送っている。
ライトブラウンの短髪に、目は緑。眼鏡をかけている。10月29日生まれの19歳。170cmで55kg、O型。

#### 第二部隊
藍川 蘭美（あいかわ らみ）
第二部隊隊長。女性では初である。得物は鉤型に曲がった変形ナイフ。自分の目で見たものしか信じないが、物事の実態を見極める「嗅覚」は確か。高飛車な上に超絶マイペースだが、笑太にはいまいち調子を狂わされている。女性なので制服の下はプリーツスカート。蘭美は短めの丈。
髪はピンクアッシュの縦ロール、目はアップルグリーン。12月8日生まれの21歳。165cm、B型。
佐伯 慈乃（さえき よしの）
第二部隊隊員。得物は変形ナックル。見た目ほどキツい性格ではない。プリーツスカートの丈は長め。
漆黒の髪は清寿より長く、目も漆黒。11月15日生まれの22歳。170cm、A型。
久宝 綾寧（くぼう あやね）
第二部隊隊員。使用武器は変形手裏剣。おっとりして見えるが情報処理能力が高く、時に諜報課をも凌ぐ辣腕シーク。プリーツスカートは膝丈。
髪はミルクティー色でボブカット、目はライトブラウン。編み物が趣味。4月21日生まれの20歳。150cm、O型。
因みに、彼女らが作中で使用する武器はいずれも実在の物をモデルとしている。

#### 第三部隊
上條 璃宮（かみじょう りく）
声 - 浪川大輔
第三部隊隊長。得物は小型のナイフ。死刑囚をカメラも目撃者もないところに追い込んで刑を執行するのが第三部隊の特徴で、これまでに現場を見つけた警察官は珠緒だけ。実力はあるがそれ以上に自尊心が高く、結果的に自己の能力を過信してしまう傾向がある。上昇志向が強いうえ目的のためなら手段を選ばず、タブーとなっている桜澤の話題を持ち掛けて笑太を動揺させたり、手柄をあげるために敵の取引に応じたりした。ブロンドに青と緑のオッドアイ。ツンデレ王子。ワイン好き。4月12日生まれの20歳。167cm、AB型。
香我美 元親（かがみ もとちか）
第三部隊隊員。得物は日本刀で、二刀流。髪は黒で、目は焦げ茶。ヒゲのため、少し老けて見える。12月30日生まれの22歳。180cm、O型。
黒瀬 瑞城（くろせ みずき）
第三部隊隊員。射撃に長け、公式銃のほか何種かを臨機応変に使いこなす。髪は明るめの黒で、目は焦げ茶。7月11日生まれの21歳。175cm、A型。

#### その他
桜澤 時生（さくらざわ ときお）
声 - 諏訪部順一
特刑設立と同時に第一部隊に入り、初代総隊長を務めた。任務遂行率は100％で、最初の「伝説の人」。5年前、2人を欠いた第一部隊でただ1人任務にあたっているとき、養成所を卒業したばかりの笑太が配属された。現在の笑太に多大な影響を与えたとみられる。デザートイーグルの元の持ち主。
公では殉職したことになっているが、実は20名近くの同胞を殺害した咎で笑太に「処刑」された。背中に大きな十字架の刺青がある。

### 特別死刑執行刑務官部
三上 尊人（みかみ たつと）
声 - 井上和彦
法務省特別死刑執行刑務官部長。特刑隊員一人ひとりの能力や性格をよく把握し、適材適所に配置して最良の結果を出す「策士」。彼にかかれば笑太ですら掌の上。
髪はライトブラウンで、目は焦げ茶。眼鏡をかけている。1月8日生まれの35歳。185cm、A型。

### 諜報課
五十嵐 左京（いがらし さきょう）
声 - 大川透
諜報課長。裁判に潜って死刑判決を聞いたり、諜報課の捜査結果から担当部隊を決めたりと、特刑の任務全体の鍵となる役割を果たす。休日出勤が多い。笑太とはいつも軽口をたたいているうちに小競り合いに発展する仲。
髪と目は漆黒。10月15日生まれの35歳。175cm、AB型。

#### 第一班
柏原 謙信（かしわばら けんしん）
声 - 鳥海浩輔
第一班班長。手腕は超一級。一見軽薄そうで「仕事に命はかけない」とも公言するが、それは諜報課の捜査範囲を自覚しているから（曰く「命をかけるラインを超えたら、その先は特刑の仕事」）で、必要とあらば自ら現場に乗り込むことも厭わない。諜報員の仕事に誇りを持ち、「雑用係」と呼ばれるのを不満に思っている。
くせのある髪と目は焦げ茶。右目の下に泣きボクロがある。ジャンクフード好き。6月17日生まれの25歳。167cm、B型。

#### 研修班
諜報課の研修生。3人一組で実際の事件を担当する。身分はいちおう法務省職員。
明津 勝二（あくつ　しょうじ）
研修班の諜報員。笑太にあこがれ、特刑を志していたが、とある事件で柏原の薫陶を受ける（その後優秀な諜報員として名を馳せるらしい）。
土井 満紀子（どい　まきこ）
研修班の諜報員。柏原曰く、天然ドジッ子。
和泉 隆貴（いずみ　たかき）
研修班の諜報員。柏原曰く、友達はパソコン。

#### 射撃管理課
保井 正（やすい ただし）
声 - 乃村健次
射撃管理課指導員。笑太がストレスのはけ口にしている射撃室の管理者として、怒りや苛立ち、苦悩など彼の持つ負の感情を最も近くで見てきている。デザートイーグルが以前は誰の持ち物だったかも知っており、身体に合わない銃を使い続ける笑太を気遣っている。
焦げ茶色の髪はインパクトたっぷりのドレッドヘアで、目は黒。5月2日生まれの32歳。182cm、O型。

### 法務省
獅洞 実篤（しどう さねあつ）
法務大臣。彼のハンコ一つで人の生死が決まる。髪はぼさぼさで服装もだらしなく、ストレスが溜まると暴れるわ甘い物は食べあさるわ、およそ「法の男」らしからぬ立ち居振る舞いだが、決めるときには決める。チョコレートに目がない。
柚原 宗悟（ゆはら そうご）
法務大臣室室長。大臣の奇行に手を焼いている。獅洞を落ち着かせるためのチョコは常に携帯。

### 警視庁
蓮井珠緒（はすい たまお）
声 - 福山潤
警視。捜査一課管理官。東都大を首席で卒業したエリート。キャリア組には珍しい「現場寄り」の管理官として部下から慕われ、愛らしい外見も手伝って男女問わず人気は高い。一方で犯人の追跡に特刑を利用するなど、指揮官としての判断も抜け目なくいやらしい。麻生を相手に「上に立つにはそれなりの素養が必要」と言い放ち、無邪気な振る舞いすらも計算ずくか、と思わせる瞬間がある。正義漢の割に上昇志向が強いが、その目的は「特刑を潰す」こと。特刑に対する感情は並の警察官が抱くような反感ではなく、ほとんど憎悪に近い。
笑太とは旧知の仲で、現在は同居しているが、その正体を知らない、もしくは気付いているが知らないフリをしている。
黒髪のストレートで、目も黒。3月25日生まれの26歳。160cm、B型。
麻生大悟（あそう だいご）
声 - 小野大輔
警視庁の警視。珠緒とともに捜査一課の管理官として、2人で5つ以上の捜査本部を掛け持ちすることも。逮捕のたびに現場に出向くなど、管理官らしからぬ腰の軽さを見せる珠緒をしばしばたしなめる。珠緒の計算高い一面に気付いていて、「怖い男」だと思いつつもパートナーとして信頼している。

## 書誌情報
- naked ape『DOLLS』一迅社〈ZERO-SUM COMICS〉
  1. 2005年9月24日、ISBN 4-7580-5180-1
    - 限定版（ポストカードブック及び特別装丁） ISBN 4-7580-5181-X

  2. 2006年6月24日、ISBN 4-7580-5223-9
    - 限定版（ドラマCD付き）ISBN 4-7580-5224-7
      - naked apeオリジナル台本のドラマと声優たちのフリートークを収録。キャストは上記参照。

  3. 2006年12月25日、ISBN 4-7580-5256-5
    - 限定版（設定資料付き）ISBN 978-4-7580-5257-3

  4. 2007年6月25日発売、ISBN 978-4-7580-5284-9
    - 限定版（ドラマCD付き）ISBN 978-4-7580-5285-6　
      - 2巻と同じく、オリジナル台本のドラマと声優たちのフリートークを収録。

  5. 2007年12月25日発売、ISBN 978-4-7580-5316-7
    - 限定版（携帯クリーナー及びメールガードシール）ISBN 978-4-7580-5317-4

  6. 2008年7月25日発売、ISBN 978-4-7580-5351-8
    - 限定版（ドラマCD付き）ISBN 978-4-7580-5352-5
      - 2、4巻と同じく、オリジナル台本のドラマと声優たちのフリートークを収録。

  7. 2009年5月25日発売、ISBN 978-4-7580-5404-1
    - 限定版（カラー画集付き）ISBN 978-4-7580-5404-1
      - これまで掲載されたことのあるものに加えて、新たに書き下ろしイラストも収録。

  8. 2009年12月25日発売、ISBN 978-4-7580-5459-1
    - 限定版（ドラマCD付き）ISBN 978-4-7580-5460-7
      - 2、4、6巻と同じく、オリジナル台本のドラマと声優たちのフリートークを収録。

  9. 2010年6月25日発売、ISBN 978-4-7580-5503-1
    - 限定版（小冊子付き）ISBN 978-4-7580-5503-1

  10. 2011年2月25日発売、ISBN 978-4-7580-5574-1
    - 限定版（ドラマCD付き）ISBN 978-4-7580-5574-1
      - 2、4、6、8巻と同じく、オリジナル台本のドラマと声優たちのフリートークを収録。

  11. 2011年12月24日発売、ISBN 978-4-7580-5661-8
    - 限定版（ドラマCD付き）ISBN 978-4-7580-5662-5　
      - 2、4、6、10巻と同じく、オリジナル台本のドラマと声優たちのフリートークを収録。

  12. 2012年11月24日発売、ISBN 978-4-7580-5756-1
    - 限定版（ドラマCD付き）ISBN 978-4-7580-5757-8
      - 2、4、6、8、10、11巻と同じく、オリジナル台本のドラマと声優たちのフリートークを収録。

文庫
- naked ape『文庫版 DOLLS』一迅社〈ZERO-SUM COMICS〉
  1. 2015年5月25日、ISBN 978-4-7580-3051-9
  2. 2015年6月25日、ISBN 978-4-7580-3067-0　
  3. 2015年7月25日、ISBN 978-4-7580-3098-4
  4. 2015年8月25日、ISBN 978-4-7580-3108-0
  5. 2015年9月25日、ISBN 978-4-7580-3117-2
  6. 2015年10月24日、ISBN 978-4-7580-3126-4

## ドラマCD
- 2006年8月、『ZERO-SUM』誌上で発売。
- 2007年6月、同じく『ZERO-SUM』誌上で発売。